# 연신중학교
연신중학교(延新中學校)는 대한민국 서울특별시 은평구 불광동에 있는 공립 중학교이다.

## 학교 연혁
- 1982년 1월 7일 : 연신중학교 설립인가
- 1982년 3월 1일 : 허화경 초대 교장 취임
- 2021년 3월 1일 : 제11대 박정숙 교장 취임
- 2023년 1월 6일 : 제39회 졸업식(졸업생 누계 18,021명)
- 2023년 3월 2일 : 제41회 입학식(남 63명, 여 74명 총 137명)

## 참고 자료
- 연신중학교 - 한국교육학술정보원 학교알리미